# مارلين تشين
مارلين تشين (بالإنجليزية: Marilyn Chin)‏ هي كاتِبة ومترجمة وشاعرة أمريكية، ولدت في 1955 في هونغ كونغ في الصين.

## وصلات خارجية
- مارلين تشين على موقع ميوزك برينز (الإنجليزية)
- مارلين تشين على موقع ديسكوغز (الإنجليزية)